# Puente de Occidente
El puente de Occidente, denominado así por estar localizado en el Occidente antioqueño, es un puente colgante colombiano que comunica los municipios de Olaya y Santa Fe de Antioquia, al oriente y occidente del río Cauca, respectivamente. En su momento fue considerado el séptimo puente colgante más importante en todo el mundo.

## Características

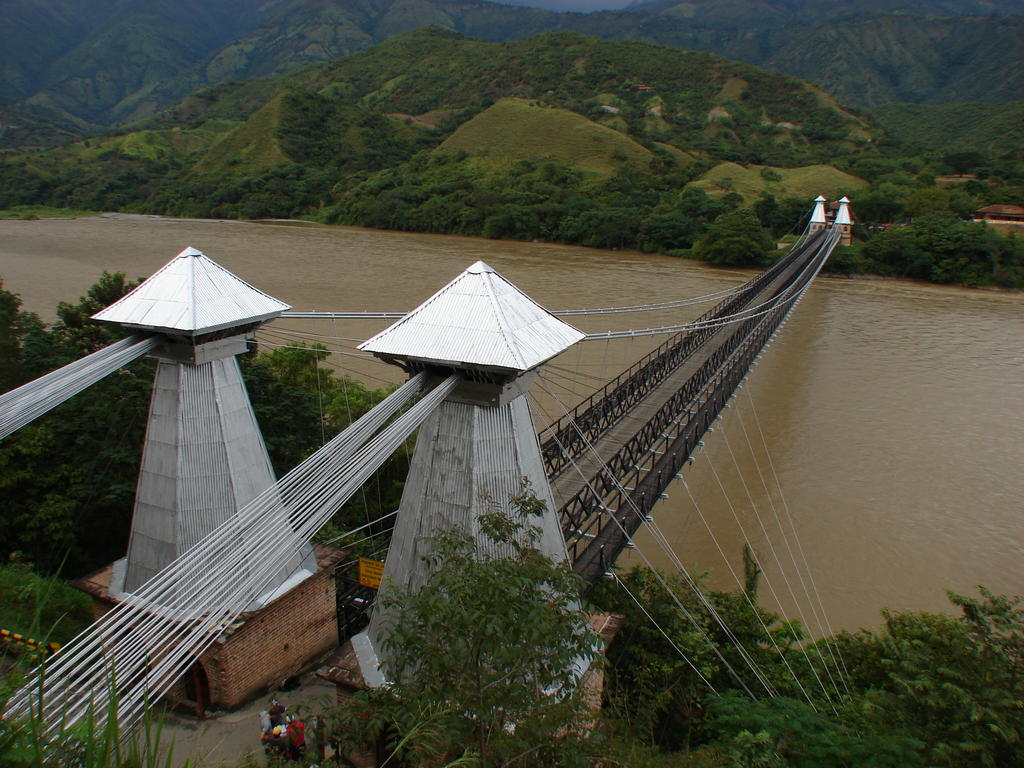
Puente de Occidente visto desde la montaña

Si bien hoy en día existen otros puentes colgantes en América del Sur mucho más largos, originalmente el Puente de Occidente era el más largo de todo el subcontinente en su tipo, y es allí donde radica la importancia histórica y cultural del puente, siendo en su momento pieza clave en el desarrollo de la región y el país. La obra es fiel testimonio, además, de la extraordinaria visión vanguardista de su diseñador, el ingeniero José María Villa, así como del más avanzado quehacer técnico y científico de la época. Fue declarado Monumento Nacional de Colombia el 26 de noviembre de 1978.
José María Villa tenía como profesiones la ingeniería civil y la mecánica. A los 14 años inició la universidad y fue becado con 1800 pesos para estudiar en Nueva Jersey; una vez terminados sus estudios en los Estados Unidos, participó en la construcción del puente de Brooklyn, sobre el East River.
El puente de Occidente inicialmente fue abierto solo para el paso de peatones y posteriormente se permitió el paso de vehículos.

## Galería

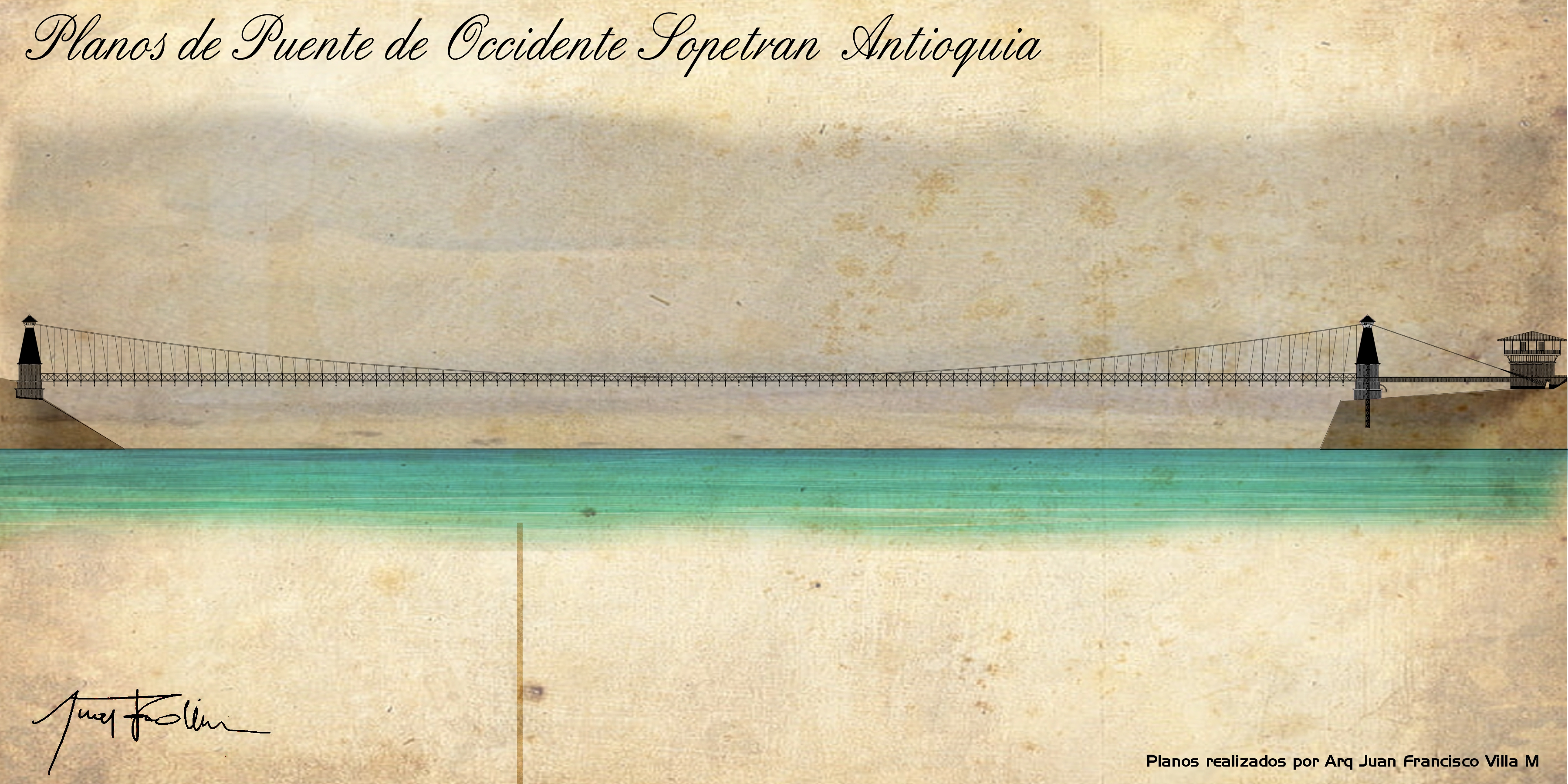
Puente de occidente plano
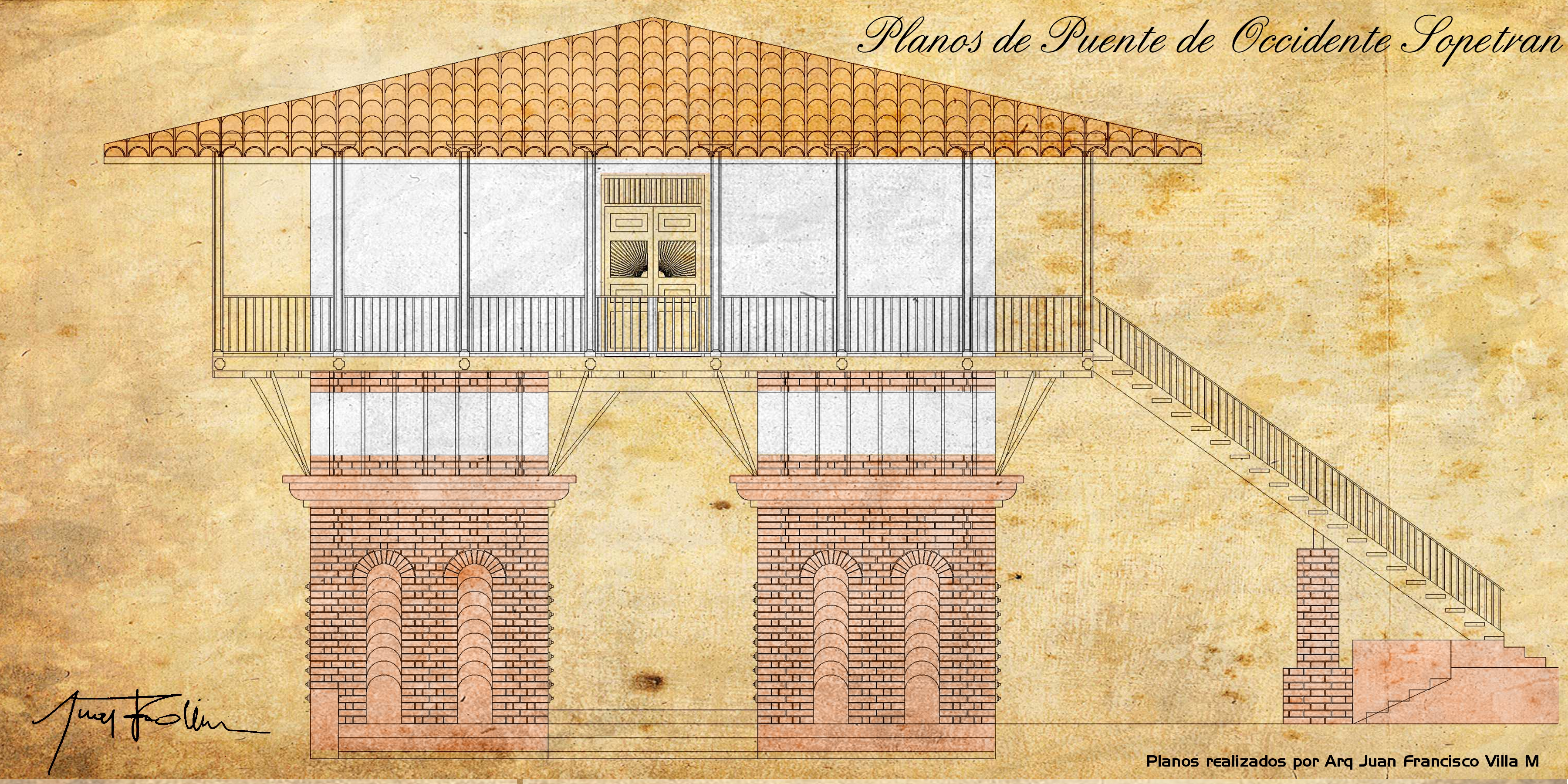
Detalle puente de occidente
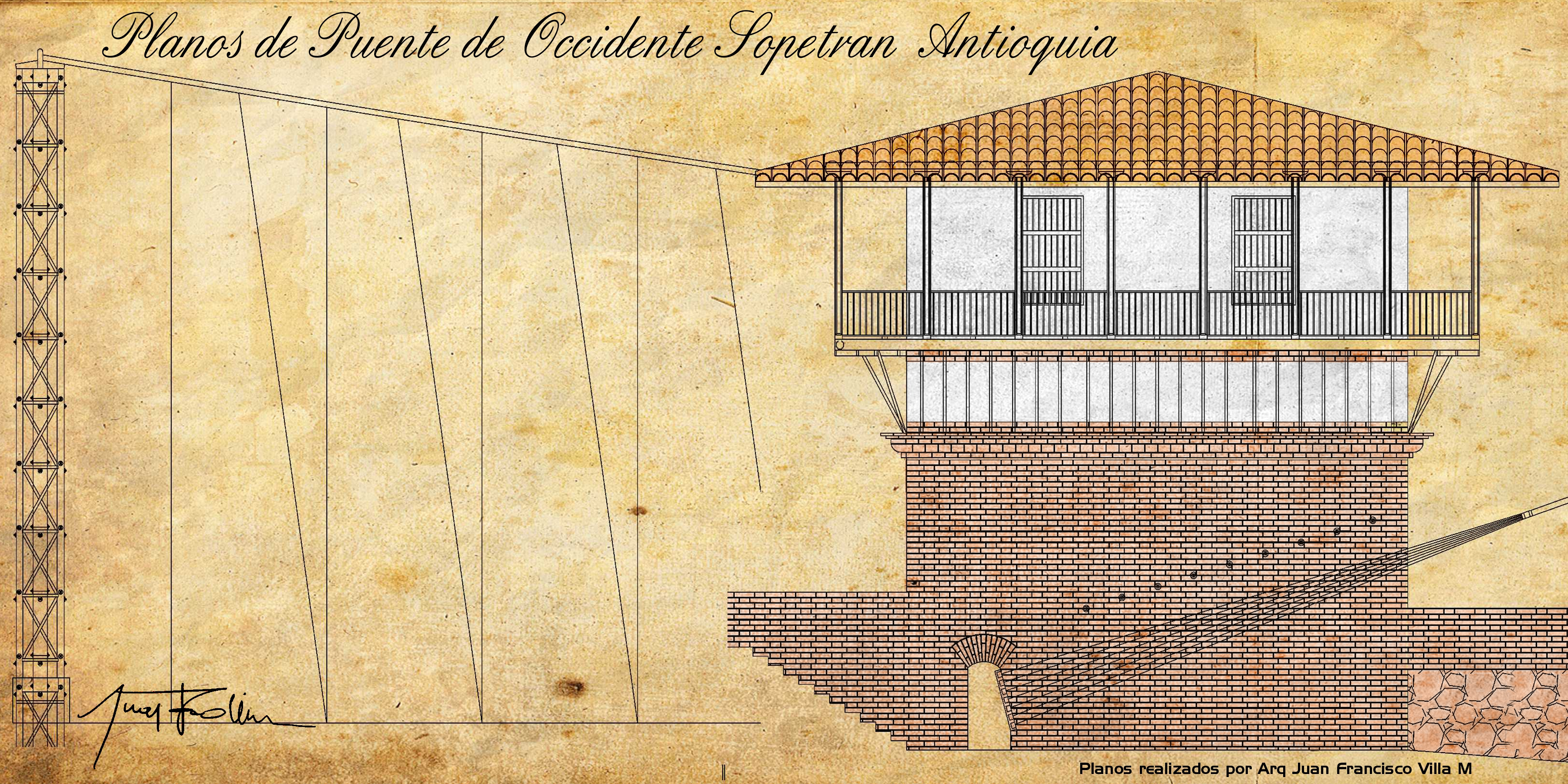
puente plano occidente
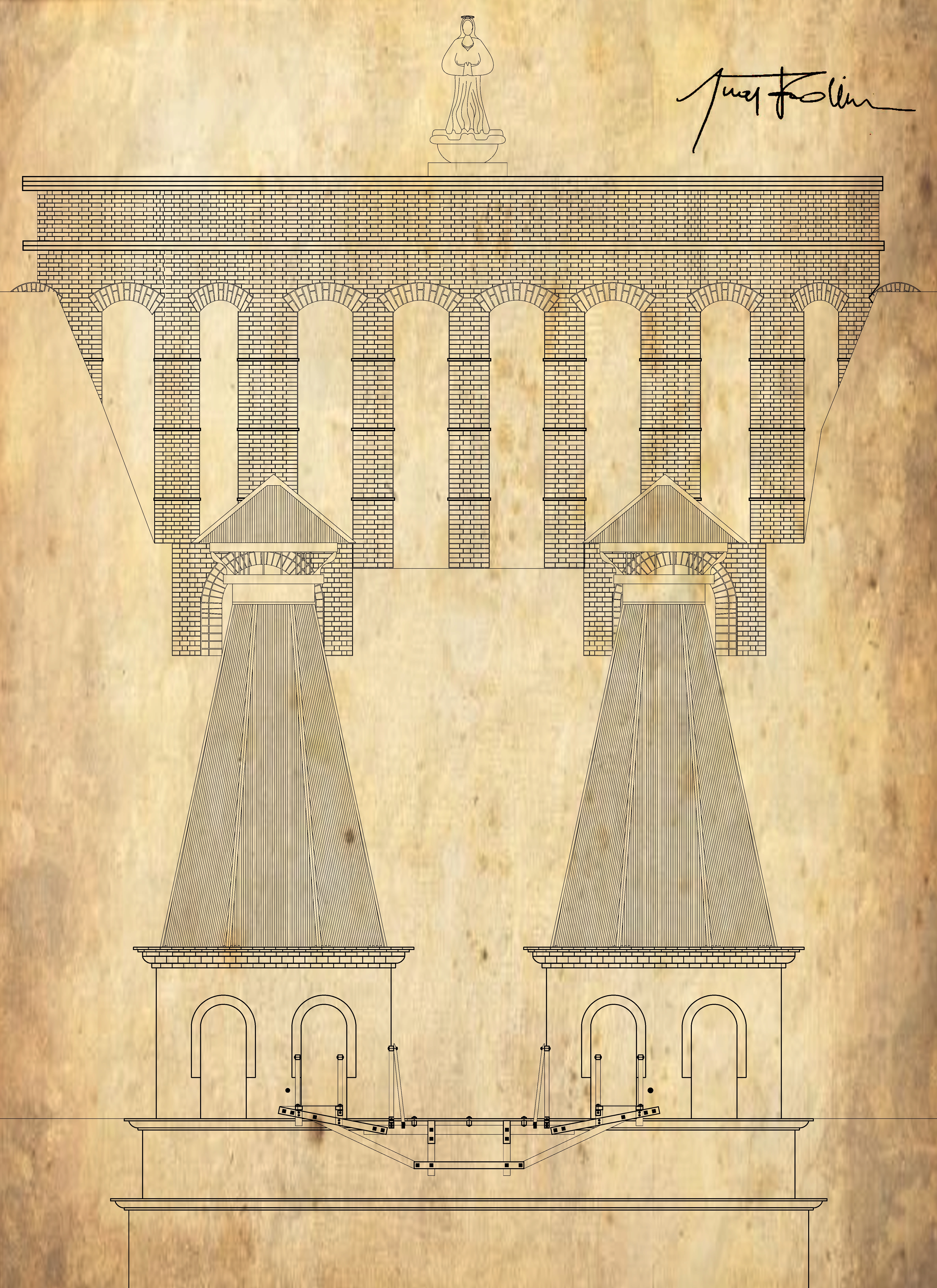
puente de occidente lado occidente